# Hilda Heick

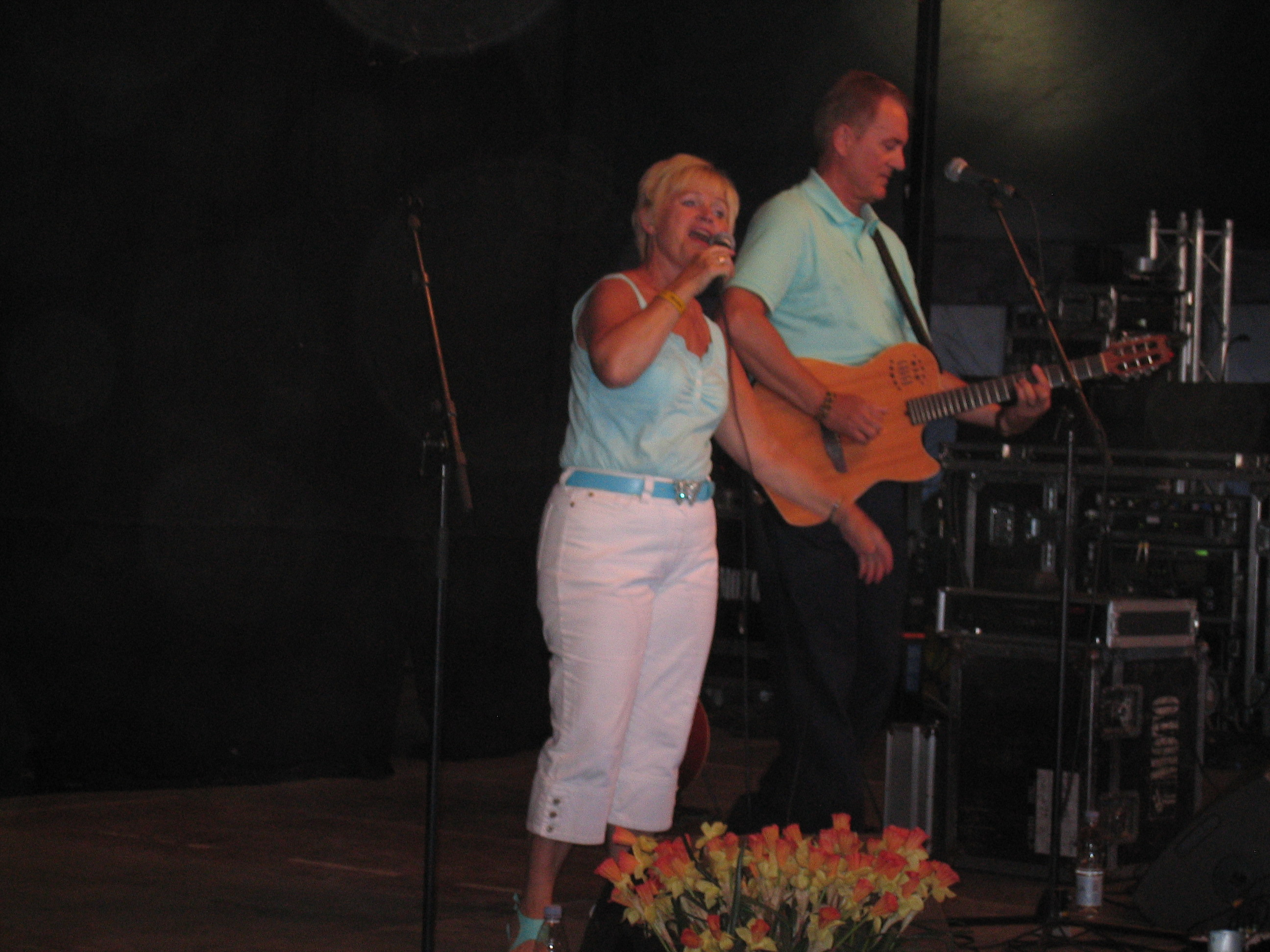
Makarna Heick på Langelandsfestivalen 2006

Hilda Jytte Heick, född Nielsen 19 maj 1946 i Köpenhamn, är en dansk schlagersångerska som utgjorde den ena hälften i duon Keld & Hilda. Den andra hälften var hennes make, Keld Heick. Tillsammans har de dottern Annette Heick (1971), också hon sångerska.
Heick är från början utbildad merkonom i Automatisk databehandling och arbetade som programmerare på läkemedelsföretaget H. Lundbeck A/S. Hon gifte sig med artisten Keld Heick 1968 och debuterade själv som sångerska med hitsingeln Do you speak english? 1976. Scendebuten kom först 1980 på Holte Star. Tillsammans med sin make har hon deltagit flera gånger i Dansk Melodi Grand Prix, första gången 1986 med låten Mirakler som hamnade på en femteplats (av tio tävlande). De återkom till tävlingen året därpå med låten Ha’ det godt, som inte lyckades kvalificera sig till tävlingens finalomgång. Nästa deltagande i tävlingen var 1989 med låten Sommerregn, som hamnade på en sjundeplats. Tillsammans med musikgruppen Sweethearts deltog paret Heick i 1992 års tävling med låten Det vil vi da blæse på, som hamnade på en sjundeplats. Detta var sista gången Heick deltog i tävlingen. Hon var därefter direktör för Nykøbing Falster Revyen 1993-1998. Hon har även medverkat som röstskådespelare i Disneyfilmen Lilla kycklingen 2005 och tillsammans med sin man utgivit självbiografin Duet for livet.